# Pedro Horacio Vojkovic
Pedro Horacio Vojkovic (City Bell, 1962 - Islas Malvinas, 1982) fue un soldado argentino. Fue convocado a unirse al Ejército Argentino durante el conflicto armado de Malvinas, donde perdió la vida en una accidentada incursión en búsqueda de provisiones.

## Familia
Pedro Horacio fue hijo de Pedro Vojković, un inmigrante croata proveniente de la isla de Vis, Dalmacia, que se radicó en Argentina en 1939 huyendo de la guerra. Durante sus trabajos en el rubro hotelero en Mar del Plata conoció a quien sería su esposa y madre de sus hijos, Mercedes.
A principios de la década 1950, con su primera hija María Clementina, se instalaron en la localidad de City Bell, por aquel entonces un pueblo de pocas familias residentes y casas quinta de fin de semana. Allí abrieron su casa de comidas, y en 1962 nació Pedro Horacio.

## Servicio Militar Obligatorio
Al terminar sus estudios secundarios en el colegio San Francisco de Asís de Villa Elisa, fue convocado a cumplir con el Servicio Militar Obligatorio. Una vez terminado y dado de baja, fue reincorporado nuevamente en abril de 1982 para unirlo a la Armada Argentina en el marco de la Guerra de Malvinas. Su destino fue Wireless Ridge a las afueras de Puerto Argentina, junto al Regimiento 7.

## Muerte
El clima que se vivía para los miembros de menor rango en las tropas argentinas, muchos de ellos jóvenes sin preparación ni armas, era extremadamente violento. Era normal sufrir castigos como estaqueo en el campo (ser atado a 4 estacas, a ras del suelo) con temperaturas bajo cero, y otros vejámenes. "El hambre extremo llevaba a los soldados argentinos a revolver en la basura, matar ovejas pertenecientes a los isleños o robar un paquete de galletitas destinado a sus compañeros". En ese contexto, Vojkovic y tres conscriptos más intentaron proveerse alimentos cruzando el río Murrell en un bote de madera. Cuando la quilla del bote tocó la orilla aplastó una mina antitanque del ejército argentino y los cuatro murieron en el acto.

## Identificación
En 1982, una vez concluida la guerra, el capitán británico Geoffrey Cardozo arribó a las islas con la responsabilidad del bienestar de los sobrevivientes de su ejército. Sin embargo, el hallazgo de numerosos cuerpos de soldados argentinos durante sus tareas de campo hicieron que se replanteara su misión. Su tarea sería darle supulcro a esos individuos, muchos de los cuales la única identificación era el uniforme argentino. En febrero de 1983 se concluyó la misión habiendo creado las sepulturas de más de dos centenares de soldados argentinos, en un terreno donado por un granjero de Darwin. El sitio se denominó Cementerio de Darwin. Más de doscientos soldados argentinos recibieron sepultura en ese camposanto, de ellos 121 eran NN. Sobre sus lápidas Cardozo inscribió la leyenda “Soldado argentino solo conocido por Dios”.
En 2008, mediante gestiones iniciadas por tres veteranos de Malvinas en Londres, y con la intervención y el apoyo Cardozo, comenzó el diálogo para el reconocimiento de los NN y recuperación de los restos mortales de los soldados por parte de los familiares. Luego de años de negociaciones, y mediando el Comité Internacional de la Cruz Roja, en 2016 se firmó un acuerdo entre Argentina e Inglaterra que tomó la forma de "Proyecto Plan Humanitario" (PPH). En 2017 se icorporó la colaboración del Equipo Argentino de Antropología Forense, quienes desarrollaron el trabajo por etapas. En primer lugar contactaron a los familiares y les tomaron muestras de ADN. En junio de ese año viajaron a las islas para realizar las exhumaciones y recopilar material genético, etapa que duró tres meses. Esa operación tuvo cinco fases coordinadas:
1. Recuperación arqueológica de los cuerpos
2. Análisis
3. Toma de muestras
4. Re inhumación de los cuerpos en sus sepulturas originales
5. Análisis genéticos de las muestras

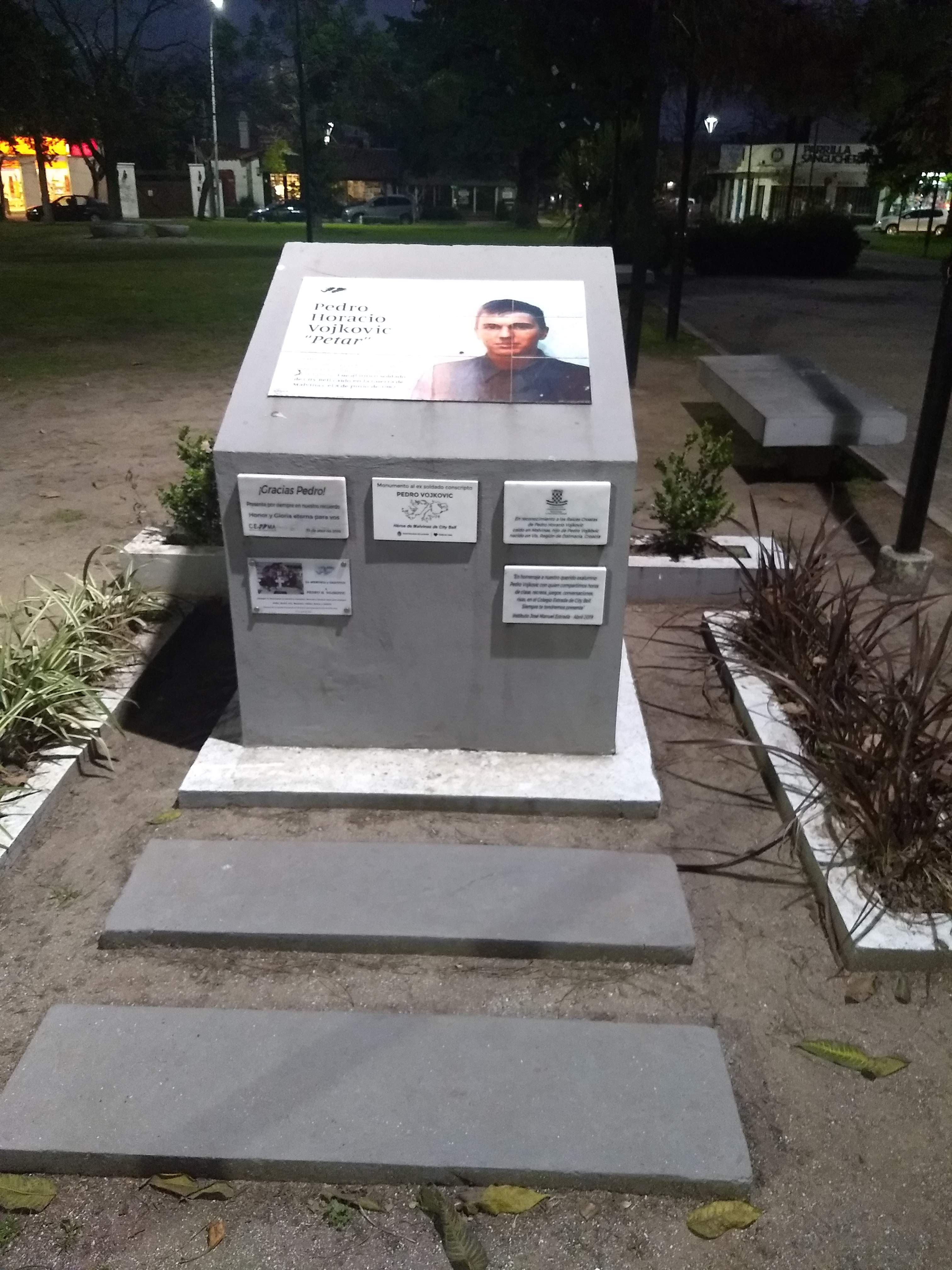
Homenaje a Pedro H. Vojkovic en Plaza Belgrano, City Bell.

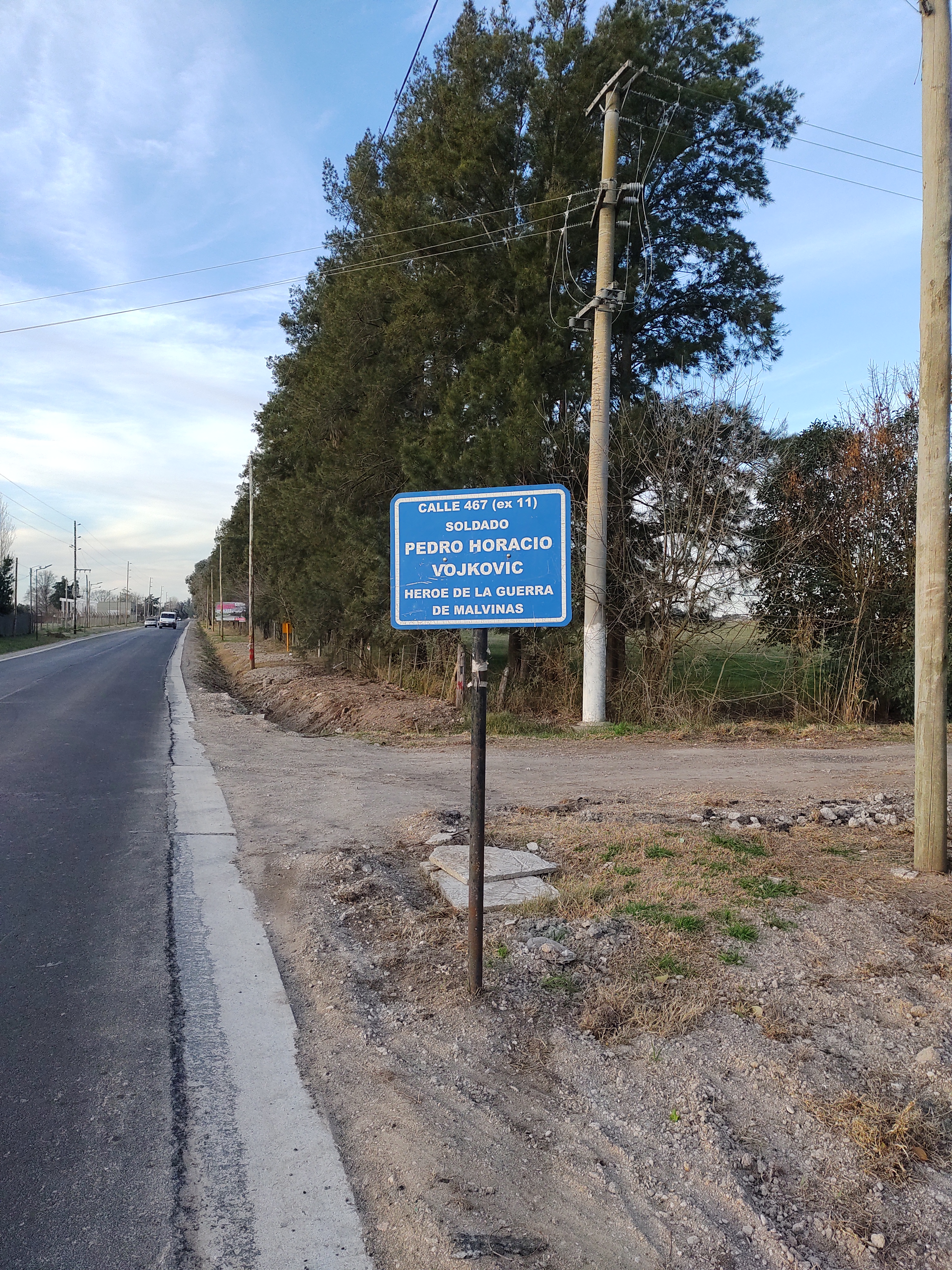
Calle de City Bell nombrada en homenaje a Pedro Horacio Vojkovic

En marzo de 2020 se habían identificado 115 soldados argentinos, entre ellos Pedro Horacio Vojkovic.

## Homenajes
El 2 de abril de 2014 un tramo de la calle 467 de City Bell, entre la Ruta provincial 36 y la calle 141 adoptó el nombre de Soldado Pedro Horacio Vojkovic, en su memoria. Este homenaje fue producto de las gestiones realizadas por la Casa de Ex Soldado Combatiente de Malvinas en el Concejo Deliberante del Municipio de La Plata.
La comunidad de City Bell, impulsada por la iniciativa de algunas instituciones, asumió la necesidad de recordarlo y hacer que las nuevas generaciones lo conozcan. El 13 de abril de 2019, en la céntrica Plaza Belgrano, a metros de la casa donde nació, se levantó un monolito en su homenajepor ordenanza 11688.
En agosto de 2021 se nombró la “Plaza Pedro Vojkovic” en el Barrio Los Porteños, en calle 147 entre 444 y 445 de la localidad de City Bell. Esta iniciativa fue impulsada por vecinos, liderados por Hector Tassino, un referente vecinal que fue amigo de la infancia de Petar.
Desde julio de 2022, a partir de una iniciativa de la comunidad educativa y por votación de sus estudiantes, el colegio secundario N°37 de La Plata, pasó a denominarse Pedro Horacio Vojkovic.
Sus restos mortales permanecen en las islas.